# Sangão
Sangão es un municipio brasileño del estado de Santa Catarina. Tiene una población estimada al 2021 de 13 128 habitantes.

## Etimología
El nombre Sangão viene de un arroyo (sanga) propiedad del primer habitante del lugar, el agricultor Manoel Francisco da Silva, cuya sanga atravesaba su propiedad y conectaba las arenas con el cerro y empezó a llamar así al lugar.

## Historia
Fue creado como distrito de Jaguaruna el 2 de marzo de 1934 con el nombre de 24 de Outubro. El 31 de marzo de 1938 pasó al estatus de villa, y cambió su denominación a Sangão. Su emancipación legó el 30 de marzo de 1992.
Otro nombre usado por los lugareños para referirse al municipio es Rua do Fogo, en referencias a los fuegos de la alfarería local.

## Economía
La mayor actividad económica del municipio es la cerámica y la alfarería, en la producción de ladrillos y tejas. Además de la alfarería, el municipio también produce yuca, arroz y tabaco.